# Only Nixon could go to China
Die englischsprachigen Sprichwörter „Only Nixon could go to China“ (‚Nur Nixon konnte China besuchen‘) und „It took Nixon to go to China“ (‚Es brauchte Nixon, um China zu besuchen‘) sowie Metaphern wie „XY in China“ spielen auf Richard Nixons Besuch in China 1972 an. Sie stammen aus der politischen Sprache der Vereinigten Staaten und nehmen Bezug auf die Ansicht, dass gerade altgediente Hardliner oder frühere Gegner politischer Reformen starke Veränderungen der diplomatischen Haltung glaubhaft verkörpern können.
Demnach war nur Nixon als bekannter Antikommunist in der Lage, glaubhaft mit dem chinesischen Regime zu verhandeln und die diplomatischen Beziehungen zu verbessern, ohne dabei falscher Sympathien verdächtigt zu werden.

## Metaphorischer Gebrauch
Die politische Metapher wird im übertragenen Sinn auf die bedeutende Rolle von ausgemachten Hardlinern bei möglichen Friedens- und Reformverhandlungen und bei Tabu- oder sogenannten Stromschienenthemen angewendet. Sie sind damit auch in der Lage, verhärtete Positionen im eigenen Umfeld aufzubrechen.
Die Redewendung kam bereits in den späten 1970er Jahren auf. Bekannt wurde der demokratische Kongressabgeordnete Tom Foley 1977 mit der Aussage „Man brauchte einen Nixon, um nach China zu gehen, und man mag einen Demokraten brauchen, um das Budget auszugleichen.“

## Verwendung im deutschsprachigen Raum
Unter anderem in Zusammenhang mit den umstrittenen Reformen wie außenpolitischen Neuerungen der Regierung Schröder (Kabinett Schröder II) wurde der Nixon-goes-to-China-Effekt auch in der deutschen Politik attestiert. Demnach fällt die Durchsetzung einer umstrittenen Neuerung vor allem dem leicht, dem man es am wenigsten zutraut.

## Verwendung in Film und Musiktheater
Nixon in China wurde 1987 in Form einer Oper in drei Akten von John Adams mit einem Libretto von Alice Goodman thematisiert.
Ein filmischer Gebrauch stammt aus dem 1991 gedrehten Kinofilm Star Trek VI: Das unentdeckte Land. Dort wird „Only Nixon could go to China“ von Spock als „altes vulkanisches Sprichwort“ angeführt.